# Pontiac Phantom
Pour les articles homonymes, voir Pontiac et Phantom.
La Pontiac Phantom ou General Motors Phantom (fantôme, en anglais) est une voiture de sport concept car du constructeur automobile américain Pontiac (de General Motors), produite en 1 seul exemplaire, présentée en 1977 au General Motors proving grounds (en) de Yuma (Arizona).

## Historique
Ce concept car est conçu au « Studio X » de General Motors, par les designers Bill Davis, et Bill Mitchell (chef-designer et vice-président de General Motors),. 

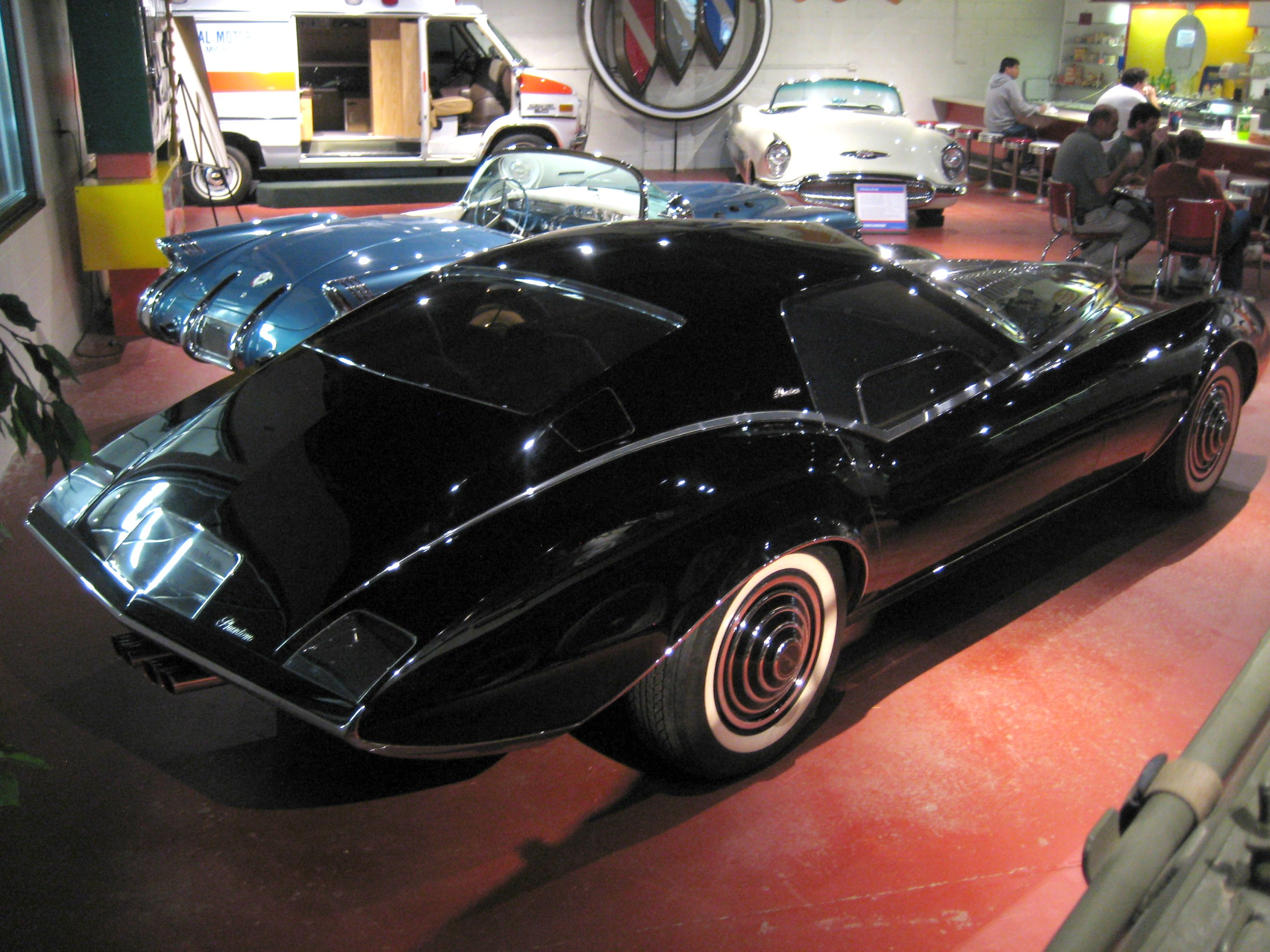

Ce modèle est conçu sous le nom de code interne « Madame X », sur un châssis de Pontiac Grand Prix, sans moteur, avec une carrosserie en fibre de verre et arrière fastback, dont le design est inspiré de celui des MacMinn Le Mans (1958), Chevrolet Corvair Monza GT (1962), Pontiac Banshee (en) (1964), Corvette Mako Shark II (1965), et Chevrolet Corvette C3 (1968, conçue par Bill Mitchell), Pontiac Firebird II (1970)...
Ce concept car est l'ultime création de Bill Mitchell avant son départ en retraite en 1977, en mémoire des voitures qu'il a créées durant sa longue carrière GM. Elle inspire entre autres les modèles de voitures de sport américaines suivantes Pontiac Firebird III (1982), Chevrolet Camaro III (1982), ou Chevrolet Corvette C4 (1984)...

## Musée
Cette voiture fait à ce jour partie de la collection du Sloan Museum (en) de Flint (Michigan).